# SRRF
SRRF（Super resolution radial fluctuation）は、顕微鏡画像解析法の一手法。"surf"（サーフ）と発音する。

## 概要
SRRFは2016年にイギリス、ユニヴァーシティ・カレッジ・ロンドンのRicardo Henriquesらのグループによって発表された超解像顕微鏡法の一種である。蛍光輝度の空間相関、時間相関による解析を組み合わせ、連続取得された数十枚の顕微鏡画像から１枚の超解像画像を構成する。蛍光分子局在化法（PALM/STORM）を基礎として開発された手法であり、それらと比較して高密度に蛍光シグナルが存在する画像から、高い空間分解能（原著論文では〜70nm）の超解像画像が得られる。

## 用途
特殊な顕微鏡装置や試薬を必要としないため、既存の各種超解像顕微鏡法と比べて安価に超解像観察を試すことが可能である。また、SRRFは従来の蛍光分子局在化法の10分の１～100分の１程度の画像取得枚数で超解像画像を構成でき、低強度の励起光で観察可能なことから、生細胞イメージングへの高い適用可能性が開発者らによって報告されている。

## 利用
SRRF開発者らからImageJ用のSRRF処理プラグインが無償で提供されており、日本国内の研究機関においても既存蛍光顕微鏡を用いたSRRFの実用性評価が進められている。また、顕微鏡機器メーカーAndor社から販売されている顕微鏡用EM-CCDカメラ「iXon Ultra」ではリアルタイムSRRF処理機能"SRRF-Stream"がオプションで提供されている。